# Tristachya superba
Tristachya superba är en gräsart som först beskrevs av De Not., och fick sitt nu gällande namn av Georg August Schweinfurth och Paul Friedrich August Ascherson. Tristachya superba ingår i släktet Tristachya och familjen gräs. Inga underarter finns listade i Catalogue of Life.